# Theodor Václav Bradský
Theodor Václav Bradský (17. ledna 1833, Rakovník – 10. srpna 1881, Rakovník) byl český hudební skladatel působící v Německu.

## Život
Absolvoval učitelský ústav v Praze. Hudbu studoval v soukromém klavírním ústavu pražského varhaníka Jana Čabouna.
Přesídlil do Berlína, kde působil jako chrámový zpěvák a učitel hudby. Od roku 1874 byl dvorním skladatelem prince Jiřího. S českým prostředím však neztratil kontakt. Psal písně a sbory na české (ale i ruské texty). Jedna z jeho oper, Jarmila, měla premiéru v pražském Prozatímním divadle dne 28. března 1879. Byla kritikou jednoznačně velmi přísně odsouzena jako „skladba diletantská a pro naši dobu úplně zbytečná“.

## Dílo

### Opery
- Roswitha (1860, Dessau)
- Die Braut des Waffenschmiedes (Dcera zbrojířova – 1861, neprovedena)
- Das Krokodil (1862, neprovedena)
- Die Hexe vom Rhein (Jarmila – 1879, Praha)
- Der Rattenfänger von Hameln (1881, Berlin)

### Písně
- Unter der Feste Vyschegrad (Pod vyšehradskou pevností – 1879)
- Jako anděl jsi ty krásná (1856)
- Vašíček (1856)
- Zastaveníčko (slova Václav Hanka – 1864)
- Píseň sokolů (1865)

### Sbory
- Kalendár, a ne farár (text Ľudovít Štúr – 1860)
- Tatry (text Ľudovít Štúr – 1863)

Komponoval rovněž komorní hudbu. Tiskem vyšlo Klavírní trio.